# Chrono des Nations-Les Herbiers-Vendée 2012
Le Chrono des Nations-Les Herbiers-Vendée 2012 est la trente-et-unième édition de cette course cycliste contre-la-montre, la septième sous ce nom adopté en 2006 après la disparition du Chrono des Nations. Il est disputé par six catégories de cycliste : quatre chez les hommes (élites, espoirs, juniors et cadets) et deux chez les femmes (élites et juniors).

## Classement de la course masculine élite
| Classement de la Course Homme Elite | Classement de la Course Homme Elite | Classement de la Course Homme Elite | Classement de la Course Homme Elite | Classement de la Course Homme Elite |
|                                     | Coureur                             | Pays                                | Équipe                              | Temps                               |
| ----------------------------------- | ----------------------------------- | ----------------------------------- | ----------------------------------- | ----------------------------------- |
| 1er                                 | Tony Martin                         | GER                                 | Omega Pharma-Quick Step             | en 58 min 7 s                       |
| 2e                                  | Sylvain Chavanel                    | FRA                                 | Omega Pharma-Quick Step             | + 41 s                              |
| 3e                                  | Taylor Phinney                      | USA                                 | BMC Racing                          | + 42 s                              |
| 4e                                  | Jérémy Roy                          | FRA                                 | FDJ                                 | + 1 min 45 s                        |
| 5e                                  | László Bodrogi                      | FRA                                 | Team Type 1                         | + 3 min 23 s                        |
| 6e                                  | Carlos Oyarzún                      | CHI                                 | Equipe nationale du Chili           | + 3 min 35 s                        |
| 7e                                  | Manuele Boaro                       | ITA                                 | Saxo Bank-Tinkoff Bank              | + 3 min 48 s                        |
| 8e                                  | Gustav Larsson                      | SWE                                 | Vacansoleil-DCM                     | + 4 min 4 s                         |
| 9e                                  | Loïc Desriac                        | FRA                                 | Roubaix Lille Métropole             | + 4 min 42 s                        |
| 10e                                 | Franck Vermeulen                    | FRA                                 | Véranda Rideau-Super U              | + 4 min 46 s                        |
| modifier                            |                                     |                                     |                                     |                                     |